# Балка Корениха
Балка Корениха — балка (річка) в Україні у Миколаївському районі Миколаївської області. Права притока Бузького лиману (басейн Дніпро-Бузького лиману).

## Опис
Довжина балки приблизно 20,50 км, найкоротша відстань між витоком і гирлом — 14,66  км, коефіцієнт звивистості річки — 1,40 . Формується декількома струмками та загатами. На деяких ділянках балка пересихає.

## Розташування
Бере початок на південно-західній околиці селища Зелений Яр. Тече переважно на південний схід через села Петрівку, Карликівку, Половинки і у місцевості міста Миколаїва Велика Корениха впадає у Бузький лиман.

## Цікаві факти
- Біля села Половинки балку перетинає автошлях М14[3] (автомобільний шлях міжнародного значення на території України, Одеса — Мелітополь — Новоазовськ — пункт пропуску Новоазовськ (кордон із Росією).).
- У XX столітті на балці існували птице,-свино-тваринні ферми (ПТФ, СТФ), газгольдер та газові свердловини[2], а у XIX столітті — скотний двір[1].